# SP-281
A SP-281 é uma rodovia transversal do estado de São Paulo, administrada pelo Departamento de Estradas de Rodagem do Estado de São Paulo (DER-SP).

## Denominações
Recebe as seguintes denominações em seu trajeto:
Nome:	Aparicio Biglia Filho, Rodovia
- De - até:	SP-258 (Itararé) - Itaporanga
- Legislação:	LEI 2.588 DE 10/12/80

Nome:	Juventino Patriarca, Rodovia
- De - até:	Itaporanga - Barão de Antonina
- Legislação:	LEI 7.679 DE 10/01/92

## Descrição
Principais pontos de passagem: SP 258 (Itararé) - Itaporanga - Barão de Antonina

## Características

### Extensão
- Km Inicial: 0,000
- Km Final: 70,850

### Localidades atendidas
- Itararé
- Santa Cruz dos Lopes
- Pedra Branca de Itararé
- Riversul
- Itaporanga
- Barão de Antonina